# Potentilla detommasii
Potentilla detommasii är en rosväxtart som beskrevs av Michele Tenore. Potentilla detommasii ingår i Fingerörtssläktet som ingår i familjen rosväxter. Inga underarter finns listade i Catalogue of Life.

## Bilder

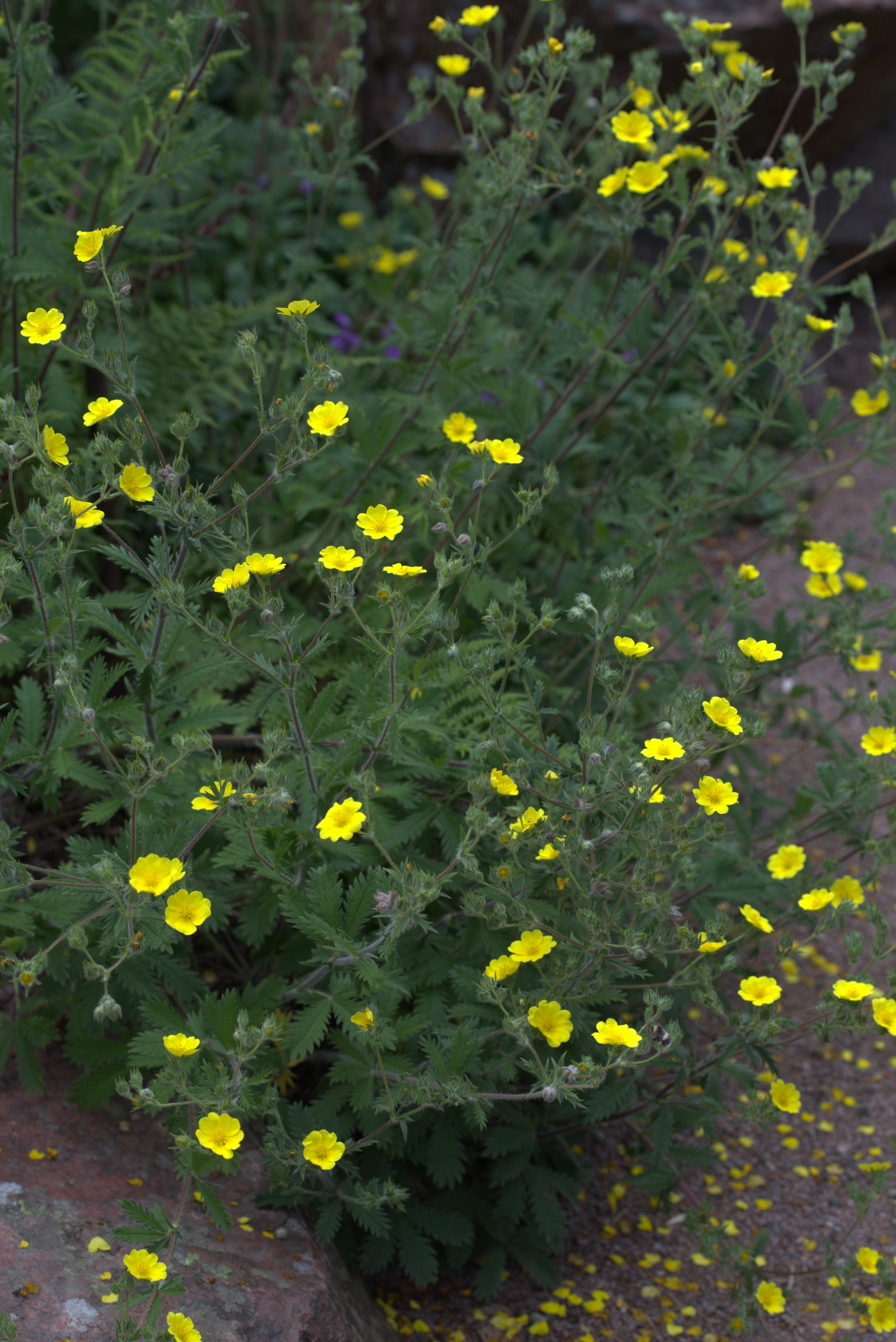
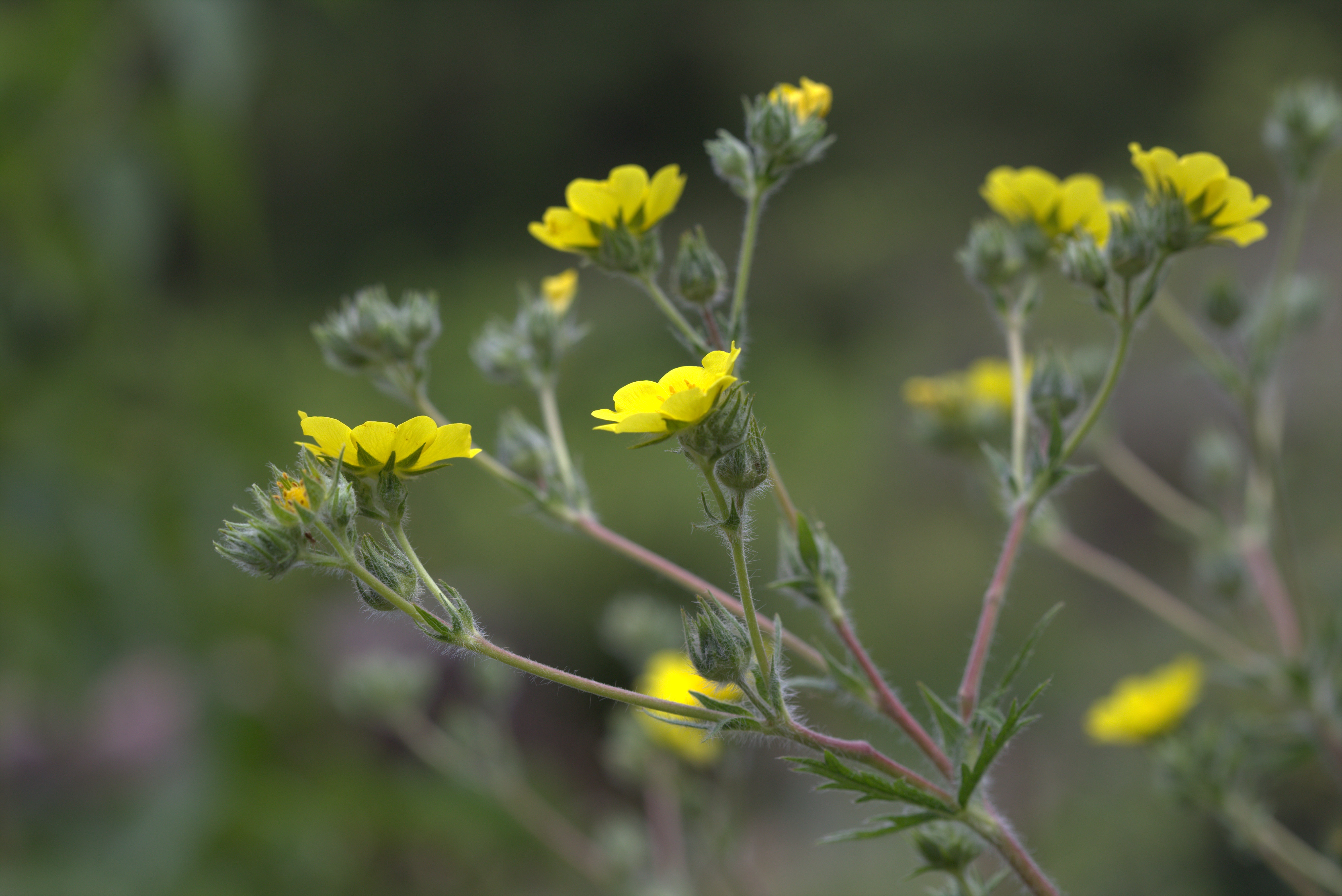
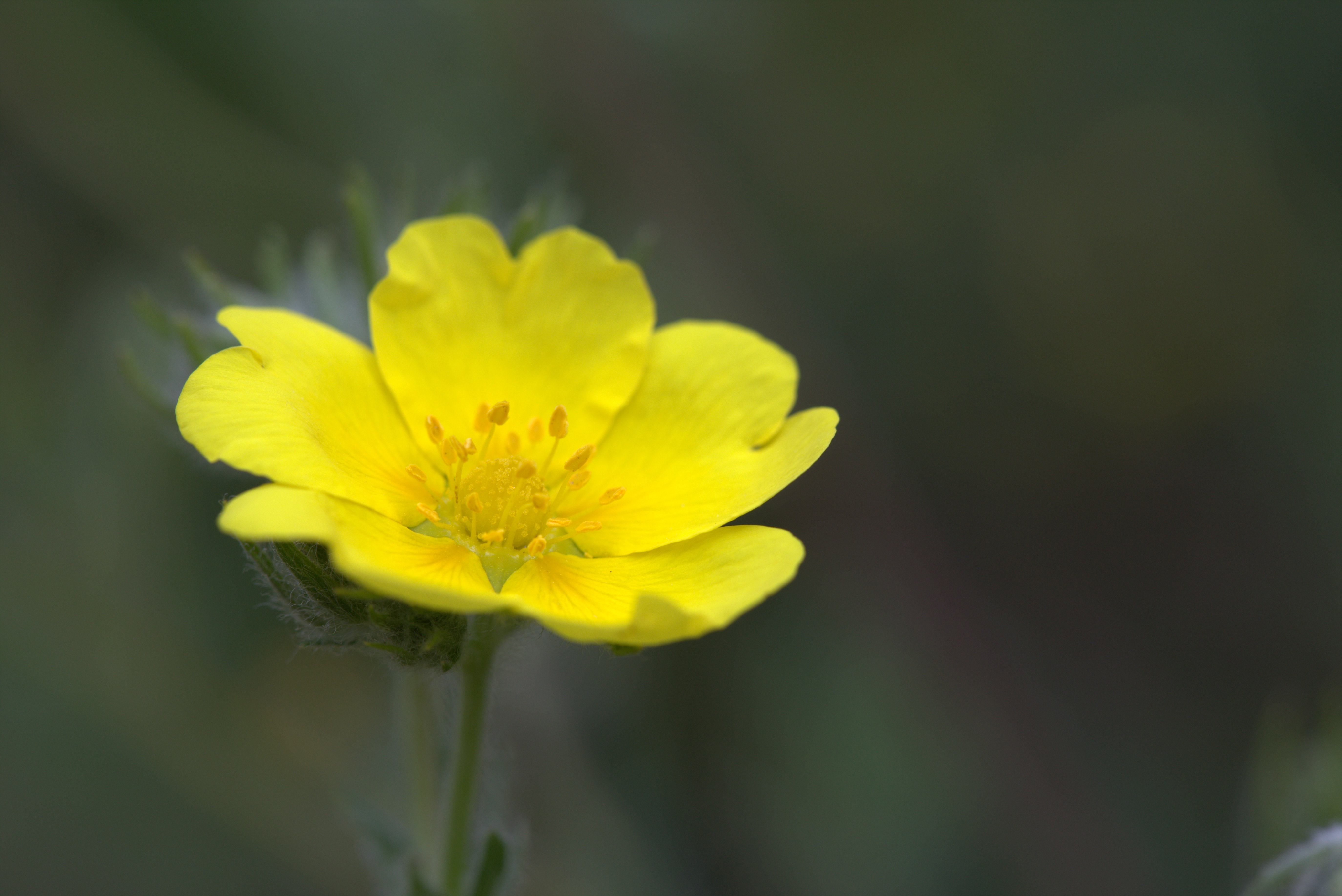
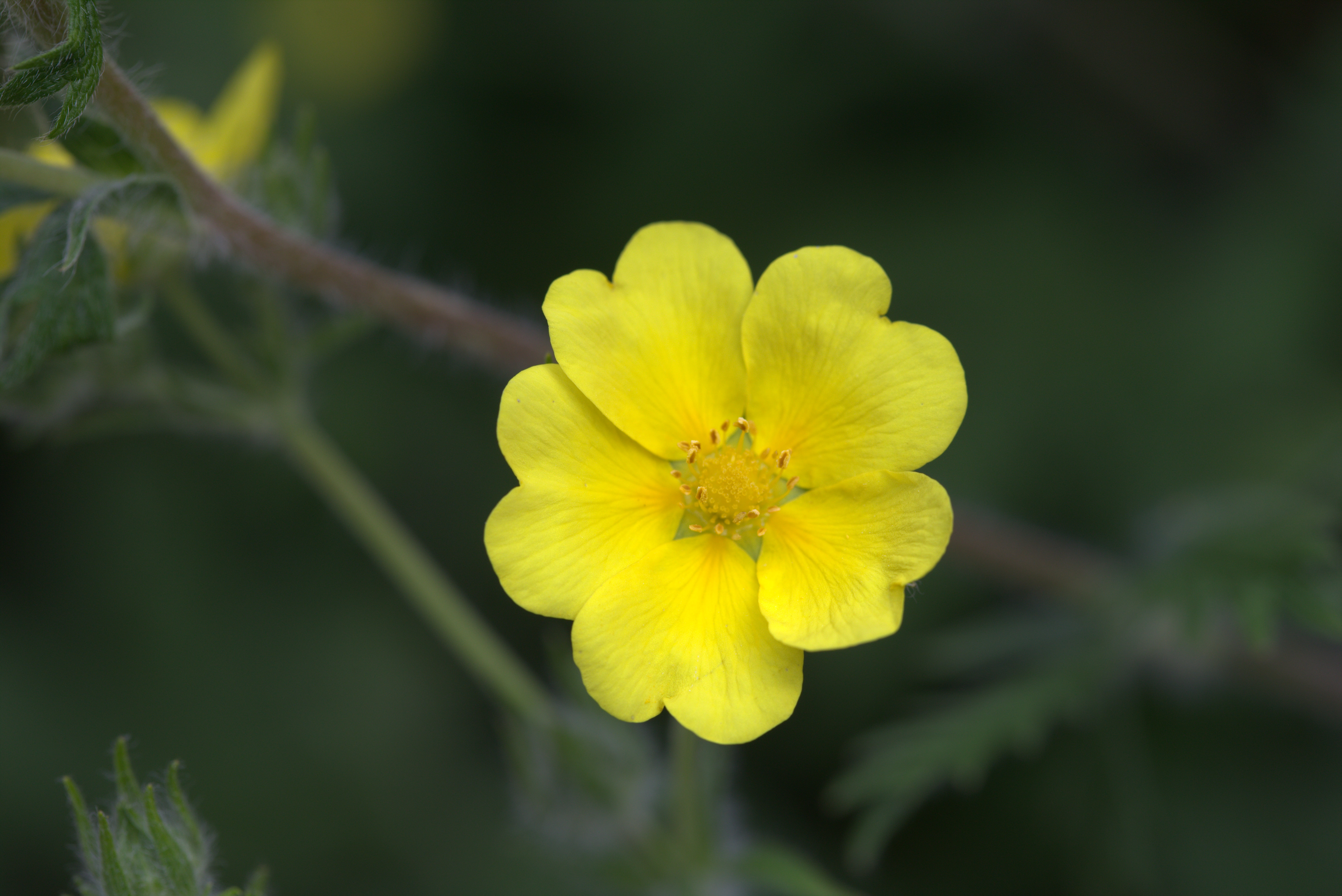